# Marko Radmilovič
Marko Radmilovič, slovenski novinar, publicist, režiser in pisatelj, * 1964.
Dolgoletni sodelavec RTV Slovenija je najbolj znan po seriji satiričnih radijski kolumen Zapisi iz močvirja, ki so stalna tedenska rubrika na Valu 202. V njih duhovito in kritično obravnava aktualne družbene pojave in dogodke, za kar je leta 2014 prejel Ježkovo nagrado. Z RTV Slovenija sodeluje tudi prek produkcijskega podjetja, v sklopu katerega z bratom Samom ustvarja zlasti dokumentaristične vsebine.
Leta 2020 je pri založbi Beletrina izšel njegov kriminalni roman Kolesar, leta 2022 pa se je podpisal še kot soavtor knjige Vsi me kličejo Tona, avtobiografije smučarskega funkcionarja Toneta Vogrinca.
V Svečini, kjer živi, je aktiven kot ustvarjalec gledaliških predstav v lokalnem kulturnem društvu.